# 小行星21517
小行星21517（21517 Dobi）是一颗绕太阳运转的小行星，为主小行星带小行星。该小行星于1998年5月23日发现。

## 轨道参数
小行星21517的轨道半长轴为2.3571025 UA，离心率为0.180。